# Калайкасы
Калайкасы́ (чув. Калайкасси) — деревня в Моргаушском районе Чувашской Республики. Входит в состав Кадикасинского сельского поселения.

## География
Находится в северо-западной части Чувашии, на расстоянии приблизительно 11 км на север-северо-восток по прямой от районного центра села Моргауши у автомагистрали М-7.

## История
Известна с 1795 года, когда здесь (тогда выселок деревни Вторая Кинярская, ныне Кадикасы) было учтено 20 дворов. В 1858 году было учтено 183 жителя. В 1906 году отмечено дворов 49 и жителей 233, в 1926 — дворов 57 и жителей 269, в 1939—277 жителей, в 1979—228. В 2002 году было 74 двора, в 2010 — 69 домохозяйств. В 1930 году был образован колхоз «Коммуна пятилетки» (с 1931 — «Искра»), в 2010 действовало ОАО "Птицефабрика «Моргаушская».

## Население
Постоянное население составляло 152 человека (чуваши 99 %) в 2002 году, 157 в 2010.